# Sangay Khandu
Sangay Khandu (ur. 7 września 1985) – bhutański piłkarz grający na pozycji obrońcy, siedmiokrotny reprezentant Bhutanu, grający w reprezentacji od 2009 roku.

## Kariera klubowa
Khandu karierę klubową rozpoczął w 2005 roku w rodzimym klubie Transport United Thimphu, w którym gra do dzisiaj (stan na 10 lipca 2012).

## Kariera reprezentacyjna
Sangay Khandu rozegrał w reprezentacji 7 oficjalnych spotkań; w żadnym z nich nie udało mu się zdobyć gola.